# Peavey Electronics Corporation
Peavey Electronics Corporation — одна из крупнейших в мире частных компаний, которая производит профессиональные акустические системы, усилители мощности, концертное и студийное звуковое оборудование, а также музыкальные инструменты. Головной офис расположен в городе Меридиан, штат Миссисипи, США.

## История компании

### Истоки
История Peavey Electronics началась в 1957 году, когда молодой и амбициозный Хартли Пиви, вдохновленный концертом легендарного рок-н-ролл исполнителя Бо Диддли, переделал свою акустическую гитару в электрическую и собрал свой первый гитарный усилитель. В то время 16-летний Хартли учился в профессиональном училище Ross Collins Vocational School, а работал в магазине музыкальных инструментов своего отца, на чердаке которого воплощал в жизнь свои первые идеи.
В 1959-м, на последнем году обучения в высшей школе, Хартли Пиви разрабатывает логотип Peavey, до сих пор являющий визитной карточкой компании и известный по всему миру.
В 1961 году Хартли объединил все свои лучшие идеи и сконструировал первый транзисторный комбоусилитель для электрогитары с логотипом Peavey, а в 1964 году Хартли получил первый патент на дизайн своего портативного комбоусилителя. На сегодняшний день, компанией Peavey Electronics и лично Хартли Пиви получено более 180 патентов в области аудио-аппаратуры и музыки.

### Основание компании
Окончив в 1965 году Университет штата Миссисипи, Хартли Пиви основал Peavey Electronics. С тех самых пор и по сей день он остается единственным владельцем и акционером компании. 1960-е годы в США были весьма непростыми для частных компаний. Это было время конгломерации, крупные компании скупали и поглощали маленькие. К счастью, Peavey Electronics смогли удержаться на плаву и занять свою нишу, производя «качественное оборудования по справедливой цене».
Хартли Пиви понимал, что для укрепления своих позиций на рынке музыкального оборудования, его компания должна расширить ассортимент производимой продукции. В 1968 году Peavey Electronics выпустили качественную и доступную концертную систему Peavey PA-3, состоящую из микшера-усилителя и двух акустических систем, тем самым начав экспансию на рынок профессионального аудио. В том же году в Меридиане открывается первый небольшой завод Peavey, который позволил поставить производство на поток.

### Рост популярности
Популярность аппаратуры Peavey росла день ото дня. В связи с успешными продажами производимых усилителей, микшерных пультов, акустических систем и прочего оборудования, объём производства к началу 1972 года составил 2000 единиц техники в месяц и вырос на 20 % к концу года. Это сделало Peavey Electronics вторым по величине производителем музыкального оборудования в США. Вскоре была открыта программа экспорта для завоевания новых рынков по всему миру. К 1974 году компания удвоила свои производственные мощности открыв ещё один завод. Количество патентованных ноу-хау росло с каждым годом, в 1980-х Peavey Electronics запустила производство электрогитар и бас-гитар, профессиональных акустических систем и усилителей высокой мощности, а также микрофонов и синтезаторов.

### Дочерние предприятия
В 1989 году Хартли Пиви основал компанию Architectural Acoustics® — дочернее предприятие Peavey Electronics, специалисты которой и сейчас занимаются разработкой и монтажом систем оповещения и прочих коммерческих аудио-инсталляций.
В 1993 году была организована дочерняя компания MediaMatrix®, которая по сей день занимается проектированием, установкой и настройкой сложных компьютеризованных систем вещания и связи для крупных коммерческих и правительственных объектов. В настоящее время, более 10000 объектов по всему миру оборудованы комплексами MediaMatrix® — от Капитолия США до международного аэропорта в Пекине.
В 1998 году увидела свет новая дочерняя компания, которая сегодня широко известна — Crest Audio®, мировой лидер в производстве трансляционных и концертных усилителей мощности, а также профессиональных микшерных пультов.
Также, в настоящий момент компания Peavey Electronics владеет брендами: Trace Elliot® — один из наиболее известных производителей усилителей для бас-гитар, Budda Amplification® — американская компания производящая гитарные усилители и педали эффектов, а также Composite Acoustics® — производитель акустических гитар из полимерных материалов высокой прочности.

## Информация о компании

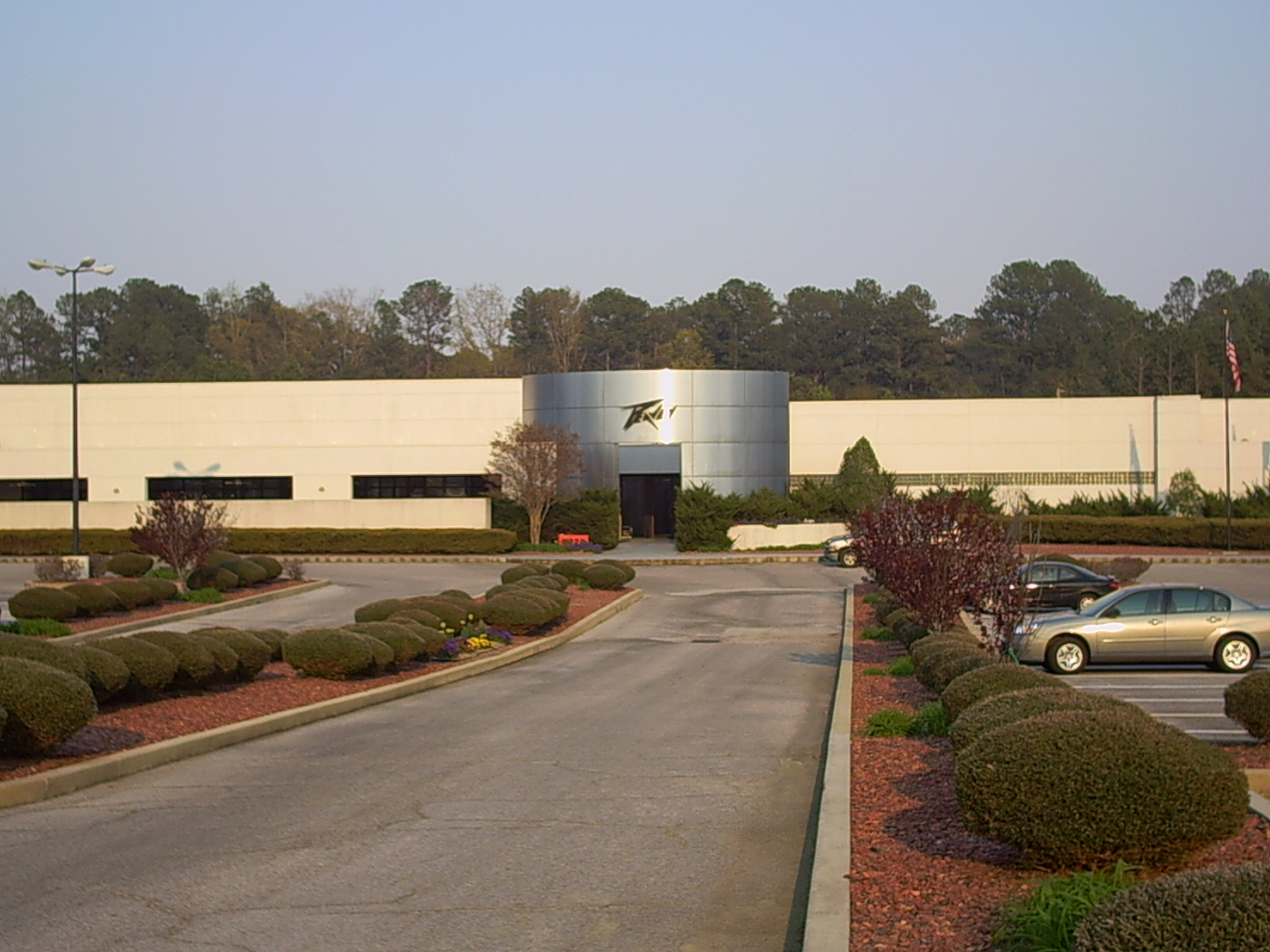
Штаб-квартира Peavey Elecronics, Меридиан, Миссисипи, США

Компании Peavey Electronics принадлежит 33 производственно-сборочных объекта совокупной площадью в 140,000 м2, расположенных на территории Северной Америки, Европы и Азии. 18 объектов находится в штате Миссисипи. Большинство продукции производится в Китае и США, дистрибуция осуществляется в 136 стран мира. Компании Peavey Electronics принадлежит 130 патентов, в настоящий момент производится около 2,000 наименований товаров, которые каждый год пополняются на 80-100 позиций.

## Значимые продукты

#### Гитарные усилители "голова"
Peavey 5150
Peavey 6505
Peavey 6505+
Peavey 6534+

#### Гитарные комбоусилители
Peavey Classic 30 112
Peavey Classic 50 212
Peavey Delta Blues 115
Peavey Delta Blues 210
Peavey Bandit 112